# Oxímetro

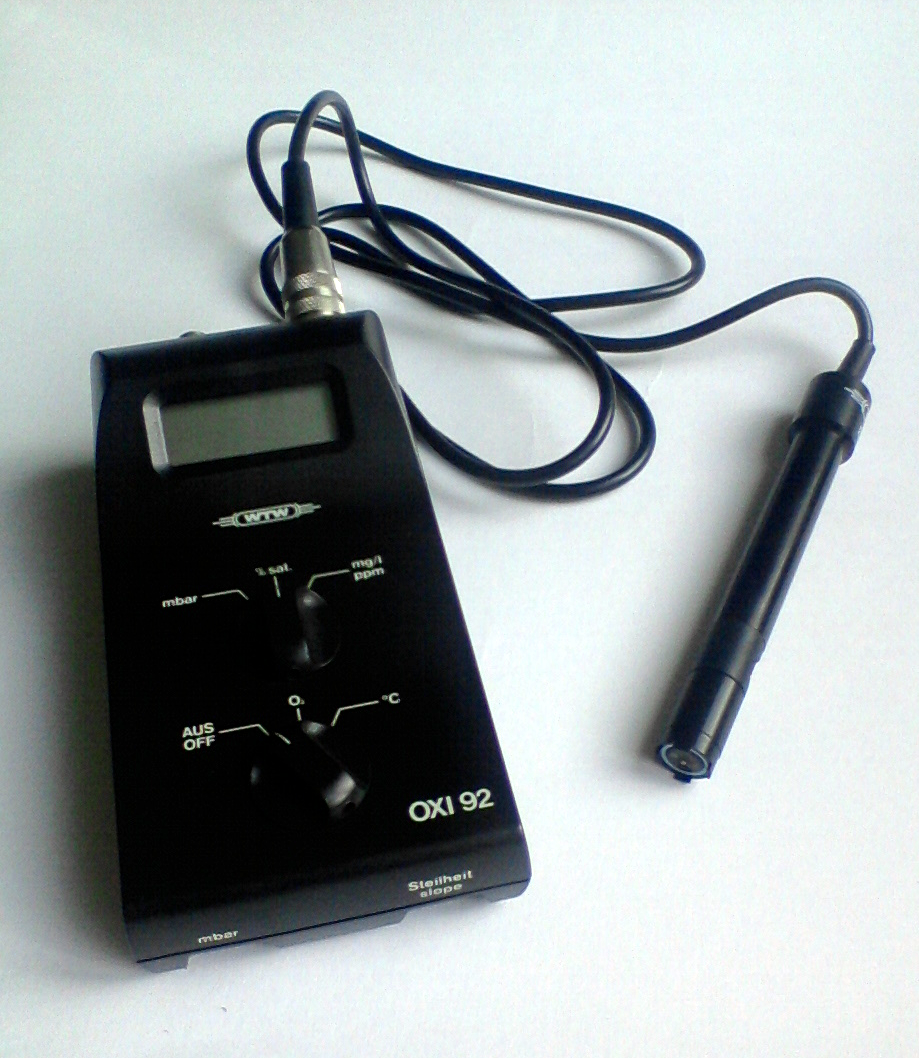
Oxímetro

Un oxímetro es un aparato que empleado para determinar la concentración de oxígeno en una disolución acuosa de diferente origen (aguas naturales, residuales, sangre, etc). Consta de un dispositivo de medida y un sensor de oxígeno. En los oxímetros más comunes el sensor del oxígeno consta de un ánodo o electrodo de referencia (normalmente de plata) y un cátodo, o electrodo de trabajo (de oro o de platino) situados en el interior de un cilindro vacío que contiene una disolución electrolítica de cloruro de potasio, KCl. El cilindro se cierra por la parte inferior, mediante una fina membrana de teflón, u otro polímero, permeable al oxígeno. Este electrodo de trabajo se denomina electrodo de Clark porque fue diseñado por el bioquímico norteamericano Leland C. Clark Jr. (1918–2005).

## Funcionamiento
Al sumergir el sensor dentro de una muestra de agua, el oxígeno que contiene disuelto pasa a través de la membrana; en el cátodo se produce una reducción de las moléculas de oxígeno, O2:
{\displaystyle {\ce {O2 + 4H+ + 4e- <=> 2H2O}}}
mientras que en el ánodo se produce la oxidación de la plata
{\displaystyle {\ce {Ag(s) + Cl^{-}(aq) <=> AgCl(s) + e-}}}
Esta reacción electroquímica produce una corriente eléctrica entre el ánodo y el cátodo cuya intensidad depende de la llegada de oxígeno al cátodo, que a la vez es función del gradiente de concentración de oxígeno disuelto entre las dos caras de la membrana, que a la vez depende únicamente de la concentración de la cara externa (puesto que el cátodo consume el oxígeno que le llega). Por eso la intensidad es directamente proporcional a la concentración de oxígeno del agua problema. Esta medida se transforma automáticamente en concentración de oxígeno, en porcentaje respecto a la saturación o en otros tipos de unidades.
La determinación de la concentración de oxígeno en el agua tiene interés en estudios oceanográficos y en estudios que precisan determinar tasas de fotosíntesis o metabolismo.